# Đông Giang (phường)
Đông Giang là một phường cũ thuộc thành phố Đông Hà, tỉnh Quảng Trị, Việt Nam.

## Lịch sử
Ngày 16 tháng 6 năm 2025, Ủy ban Thường vụ Quốc hội ban hành Nghị quyết số 1680/NQ-UBTVQH15 về việc sắp xếp các đơn vị hành chính cấp xã của tỉnh Quảng Trị năm 2025. Theo đó, sắp xếp toàn bộ diện tích tự nhiên, quy mô dân số của phường 1 (thành phố Đông Hà), phường 3 (thành phố Đông Hà), phường 4, phường Đông Giang, phường Đông Thanh thành xã mới có tên gọi là xã Đông Hà.

## Địa lý
Phường Đông Giang nằm ở phía bắc thành phố Đông Hà, có vị trí địa lý:
- Phía đông giáp huyện Triệu Phong
- Phía tây giáp các phường 1, 3, Đông Thanh
- Phía nam giáp các phường 2, Đông Lễ
- Phía bắc giáp các huyện Cam Lộ, Gio Linh.

Phường Đông Giang có diện tích 6,26 km², dân số năm 2010 là 5.100 người, mật độ dân số đạt 815 người/km².

## Hành chính
Phường Đông Giang được chia thành 6 khu phố: 1, 2, 3, 4, 5, 6.